# كرايغ ليون (عداء مسافات طويلة)
كرايغ ليون (بالإنجليزية: Craig Leon)‏ هو عداء مسافات طويلة أمريكي، ولد في 8 نوفمبر 1984 في فان ويرت في الولايات المتحدة.

## وصلات خارجية
- كرايغ ليون على موقع الاتحاد الدولي لألعاب القوى (الإنجليزية)
- كرايغ ليون على موقع اللجنة الأولمبية والبارالمبية الأمريكية (الإنجليزية)